# Eduard Gurk
Eduard Gurk (* 17. November 1801 in Wien; † 31. März 1841 in Jerusalem) war ein österreichischer Maler der Biedermeier-Epoche.

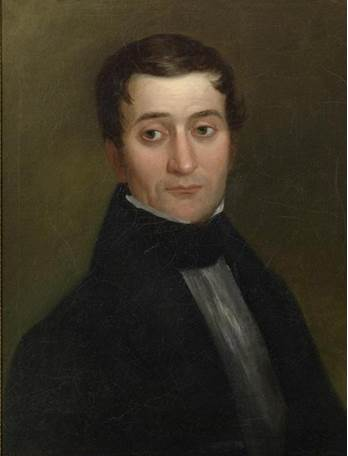
Eduard Gurk (1801–1841), Selbstbildnis

## Leben

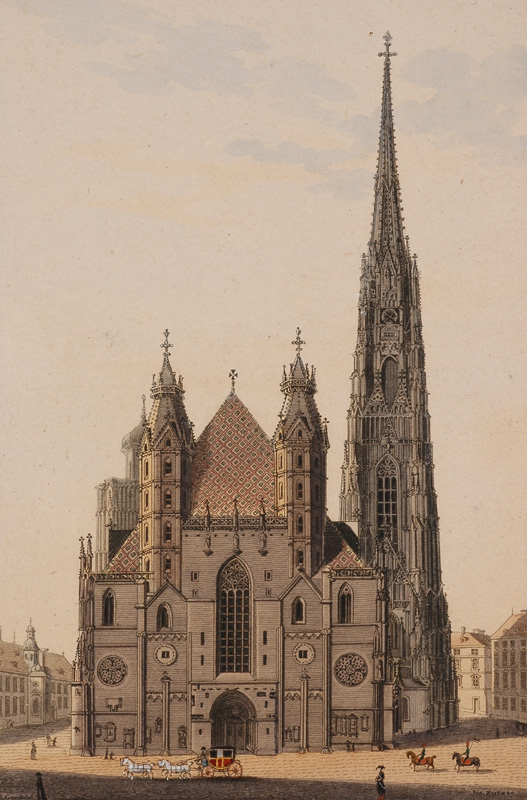
Sankt-Stephans-Kathedrale in Wien, 1830, Aquarell über Lithographie

Die Malerei erlernte er zunächst bei seinem Vater Josef Ignaz Gurk, später studierte er an der Wiener Akademie. Er wurde von Fürst Metternich gefördert und schließlich zum Hofkammermaler ernannt. Als solcher begleitete er die Adligen der österreichischen Erbmonarchie, insbesondere Erzherzog Ferdinand und Erzherzog Johann, und verewigte sie in seinen Werken.
Eduard Gurk erlangte als Landschaftsmaler, Lithograf, Temperamaler (mit Werken im Schloss Schenna/Südtirol) und Kupferstecher Berühmtheit. Es sind vor allem Bildserien, die Gurks Œuvre prägen. Ab 1830 stand er in den Diensten des Kronprinzen Ferdinand (der spätere Kaiser Ferdinand I. von Österreich), den er auf Reisen begleitete.
Er verstarb im Alter von 39 Jahren während einer Studienreise in Jerusalem. Sein Testament sah eine Armenkrankenstiftung im k.k. St. Rochus-Spitale in Wien XIII (Penzing) vor.

## Werke
- 1823 Wiens vorzüglichste Gebäude und Monumente. Gemeinsam mit seinem Vater Josef Ignaz Gurk. Tranquillo Mollo, Wien.
- 1823–1825 Wiens Umgebungen – Nach der Natur gezeichnet und gestochen von Joseph und Eduard Gurk. 65 Tafeln (erschienen bei Tranquillo Mollo; Nachdruck:  Akad. Druck- u. Verlagsanstalt, Graz 1988).
- 1825–1830 Mahlerische Ansichten aus Carlsbad, Töplitz, Marienbad, Franzensbrunn und den Umgebungen. Nach der Natur gezeichnet und gestochen von Eduard Gurk in Wien. Tranquillo Mollo, Wien.
- 1829 2 Illustrationen (Lithografien) zu Joseph Kyselaks Reisebeschreibung 'Skizzen einer Fußreise durch Oesterreich, Steiermark, Kärnthen, Berchtesgaden, Tirol und Baiern nach Wien' – nebst einer romantisch pittoresken Darstellung mehrerer Ritterburgen und ihrer Volkssagen, Gebirgsgegenden und Eisglätscher auf dieser Wanderung, unternommen im Jahre 1825 von Joseph Kyselak. Wien, bei Anton Pichler.
- 1829 Abbildung der neuesten Adjustirung der Türkischen Armee in Constantinopel. Tranquillo Mollo, Wien.
- 1830 Erinnerung an Wien. Tranquillo Mollo, Wien.
- 1830 Erinnerungsblätter an die Krönung S.K.H. des Erzherzogs Kronprinzen Ferdinand zum König von Ungarn in Preßburg d. 28. Sept. 1830, Folge von 36 Blättern.
- 1833 Mahlerische Reise von Wien nach Maria Zell in Steyermark, dargestellt in drey Tagreisen und nach der Natur aufgenommen im Jahre 1833 in Begleitung Sr. Majestät des jüngern Königs von Ungarn, Ferdinand dem fünften, von Eduard Gurk. 40 Aquarelle, Museum Niederösterreich. Faksimile, Graz 1996, ISBN 3-201-01660-8.
- 1835 Begräbnis von Franz I. – Zeichnungen und unfertige Aquarelle, Bozen.
- 1836 Die Königskrönung Ferdinands I. in Prag – Aquarelle, Zeichnungen und unfertige Aquarelle, Bozen.
- 1838 Die Krönungsreise Ferdinands I. nach Italien – Aquarelle, Zeichnungen und unfertige Aquarelle, Bozen.
- 1838 Ansichten von Stadt und Land Salzburg (Bleistiftzeichnungen)
- 1840 Trachten und Porträts; Motive von Tirol und anderen Orten des Kaiserreiches – Aquarelle, Zeichnungen und unfertige Aquarelle, Bozen.
- 1841 Motive aus dem Orient und Palästina – Aquarelle, Zeichnungen und unfertige Aquarelle, Bozen.

## Ausstellungen
- Kurator Wolfgang Krug: Malerische Wallfahrt nach Mariazell in Aquarellen von Eduard Gurk. 26. Oktober 2014 – 22. März 2015. Museum Niederösterreich. 1833 schuf Gurk als Auftragsarbeit für Kronprinz Ferdinand eine Serie von 40 Aquarellen mit Ansichten der landschaftlichen Schönheiten entlang des Wallfahrtsweges von Wien nach Mariazell.

## Würdigung
Nach ihm benannt sind die Gurkgasse in Penzing (seit 1859) sowie der Eduard-Gurk-Park, ebenfalls im 14. Wiener Bezirk (seit Oktober 2004).